# Богуново (Одесская область)
Богуново (укр. Богунове) — село, относится к Ивановскому району Одесской области Украины.
Основано в качестве еврейской земледельческой колонии Феликсдорф (возле колонии Корсаково-Немецкое). 01.02.1945 Феликсдорф переименован в с. Красноармейское.
Рядом с ним была немецкая колония Ней-Кандель (с 1872).
Население по переписи 2001 года составляло 788 человек. Занимает площадь 1,309 км².

## Местный совет
67220, Одесская обл., Ивановский р-н, с. Конопляное, ул. 30-летия Победы, 70